# Der schwarze Mustang

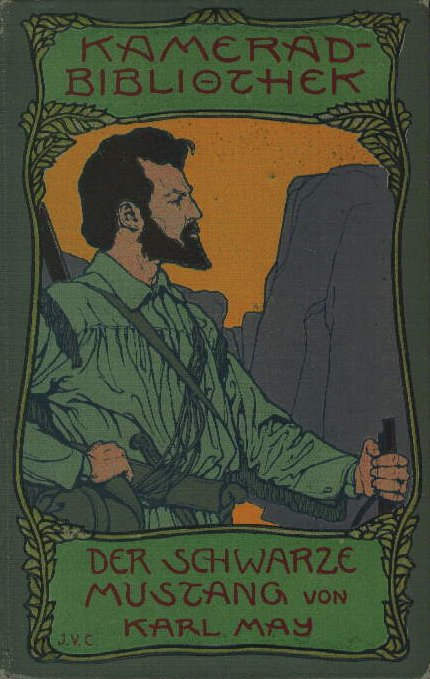
Titelbild der ersten Buchausgabe von 1899

Der schwarze Mustang ist eine Erzählung Karl Mays, die er 1894 konzipierte und von Mitte 1895 bis Mitte 1896 für die Zeitschrift Der Gute Kamerad schrieb, in der sie vom September 1896 bis zum März 1897 erstmals veröffentlicht wurde. In Buchform erschien sie 1899 mit geringfügigen Änderungen als erster Band der Kamerad-Bibliothek der Union Deutsche Verlagsgesellschaft. 1916 brachte der Karl-May-Verlag einige Jahre nach Mays Tod eine vom Herausgeber Euchar Albrecht Schmid stark gekürzte Fassung unter dem neuen Titel Halbblut heraus, die nicht nur eine neue Kapiteleinteilung, sondern auch einen völlig veränderten Schluss enthielt, der von Schmid selbst verfasst worden war. Sie bildete den ersten Teil des Bandes 38 von Karl May’s Gesammelte Werke, der auch insgesamt unter dem Titel Halbblut stand und eine Reihe weiterer kürzerer Erzählungen Mays enthielt.

## Inhalt
Die im Wilden Westen spielende Erzählung kombiniert zwei Handlungsstränge. Die Vettern Has und Kas Timpe, zwei aus Plauen und Hof stammende Deutsche, treffen sich zufällig in einer Gewitternacht und erkennen im Gespräch ihre Verwandtschaft. Sie glauben um ein großes Erbe betrogen worden zu sein und suchen nun einen dritten Vetter, der sich in Santa Fé aufhalten soll.
In einem Eisenbahnercamp, wo etwa 200 chinesische Bahnarbeiter unter der Führung eines weißen Ingenieurs an der Bahnstrecke tätig sind, wollen sie sich aufwärmen und stoßen dort zunächst auf einen indianischen Scout und dann auf Old Shatterhand und Winnetou. Diese finden schnell heraus, dass der Scout, ein Mestize, ein unter dem falschen Namen Yato Inda („Guter Mann“) agierender Spion der Komantschen ist. In Wirklichkeit heißt er Ik Senanda („Böse Schlange“) und ist der Enkel des Komantschenhäuptlings Tokvi-Kava („Schwarzer Mustang“), der einen Überfall auf das Camp vorbereitet. Zwei chinesische Vorarbeiter, die die Gespräche belauscht haben, stehlen die Silberbüchse, den Bärentöter und den Henrystutzen, die berühmten Gewehre von Old Shatterhand und Winnetou, werden jedoch von Tokvi-Kava selbst überrascht, der sie ihnen abnimmt und zudem die Pferde der Helden entwendet. Die Pferde reißen sich jedoch bald los und kehren ins Camp zurück. Old Shatterhand und Winnetou erraten schnell, was geschehen ist, und entwerfen einen Plan, ihr Eigentum zurückzuholen und die Komantschen gefangen zu nehmen.
Gemeinsam mit den beiden Vettern müssen sie erst ihre Gewehre zurückholen und danach den Überfall verhindern. Dabei werden sie von Hobble-Frank und Tante Droll unterstützt, die zufällig in der Nähe sind. Sie stellen den Indianern mit Hilfe der Bahnarbeiter eine Falle und besiegen sie, indem sie das Versteck der Komantschen umstellen und den Eingang mit einem Feuer „verschließen“.
Die Gnade und Menschlichkeit Winnetous und Old Shatterhands lassen ihnen das Leben. Man nimmt den Komantschen jedoch ihre Pferde, Waffen und Medizinen ab, womit sie entehrt sind, weshalb Tokvi-Kava, Ik Senanda und ihre Gefährten aus dem Stamm ausgestoßen werden. Auch der weitere Besitz seines namensgebenden Rappen „Tokvi-Kava“ wird ihm verweigert. Bei dem Versuch, unglaublich naiven, goldgierigen Weißen mit der Legende von der Bonanza of Hoaka Waffen und Pferde abzunehmen, werden sie erneut von Old Shatterhand und Winnetou gestellt, verprügelt und anschließend in Freiheit entlassen.

## Buchausgaben
1899 wurde die Erzählung als erster Band der Kamerad-Bibliothek der Union Deutsche Verlagsgesellschaft, Stuttgart, Berlin, Leipzig, in Buchform veröffentlicht. Für die Buchausgabe wurden geringfügige Änderungen vorgenommen. Bis heute konnte nicht eindeutig geklärt werden, ob sie vom Verleger Wilhelm Spemann oder von Karl May durchgeführt wurden. Die Illustrationen stammten von Oskar Herrfurth.
In den Gesammelten Werken des Karl-May-Verlages wurde die Erzählung als Teil von Nr. 38 in „Halbblut“ umbenannt (1917) und von Euchar Albrecht Schmid als Herausgeber gekürzt und stark bearbeitet. Insbesondere nahm die Geschichte ein viel grausameres Ende: Der Mestize Ik Senanda wird nicht, wie im Original, nur verprügelt und dann freigelassen, sondern von der „Majestät“ und seinen Goldsuchern in einer detailliert beschriebenen Exekutions-Szene aufgehängt. Auch der „Schwarze Mustang“ Tokvi-Kava selbst, der bei May wie sein Enkel verprügelt und freigelassen wird, findet nunmehr einen gewaltsamen Tod durch einen Sturz in den Abgrund. Euchar Schmid behauptete in seinem Vorwort zu dem 1916 erschienenen Band Halbblut, dass May die Erzählung vorzeitig abgebrochen habe. Gemäß Hansotto Hatzig bildete Der schwarze Mustang hingegen eine „durchaus sinnvolle und abgerundete Erzählung“. Weitere Änderungen Schmids waren sprachpuristisch motiviert: So ersetzte er etwa „Terrain“ durch „Bodenform“.
Im Jahr 2008 erschien die Erzählung im Rahmen der Historisch-kritischen Ausgabe von Mays Werken (Karl Mays Werke), Abteilung III, Band 7, ediert und kommentiert von Joachim Biermann und Ruprecht Gammler.

## Vertonungen
Der Stoff ist von allen großen Hörspiellabels umgesetzt worden.
Es gibt Adaptionen von Maritim (1973), Europa (1976), Karussell (1987) und anderen. Die letzte Hörspieldramatisierung stammt aus den Jahren 2005/2006.

## Dramatisierungen
Sowohl in Bad Segeberg als auch in Elspe wurden frei auf der Romanhandlung basierende Stücke gespielt.
- 1974: Halbblut (Elspe)
- 1977: Der schwarze Mustang (Bad Segeberg)
- 1986: Halbblut (Bad Segeberg)
- 1992: Halbblut (Elspe)
- 1999: Halbblut (Bad Segeberg)
- 1999: Das Halbblut – Die letzte Schlacht um Fort Grant (Elspe)
- 2005: Halbblut – Der letzte Kampf um Fort Grant (Elspe)
- 2010: Halbblut (Bad Segeberg)
- 2011: Halbblut (Elspe)
- 2024: Winnetou und das Halbblut – Ein Kampf auf Leben und Tod
- 2025: Halbblut (Bad Segeberg)

## Verfilmungen
1966 waren als Nachfolger des Karl-May-Films Old Surehand 1. Teil mehrere Romanstoffe Karl Mays im Gespräch. Es wurden sowohl der zweite Teil der Old-Surehand-Abenteuer, als auch die Erzählungen Old Firehand und Halbblut in Erwägung gezogen. Der Surehand-Film wurde bald aufgegeben, und weil der Name immer noch zog, wurde in die Titelplanungen für die neuen Filme der Name „Winnetou“ mit einbezogen. So entstanden die Filmtitel Winnetou und sein Freund Old Firehand und Winnetou und das Halbblut Apanatschi. Die dann jeweils verfilmte Handlung war jedoch eine freie Erfindung der Drehbuchschreiber.